# 高子站

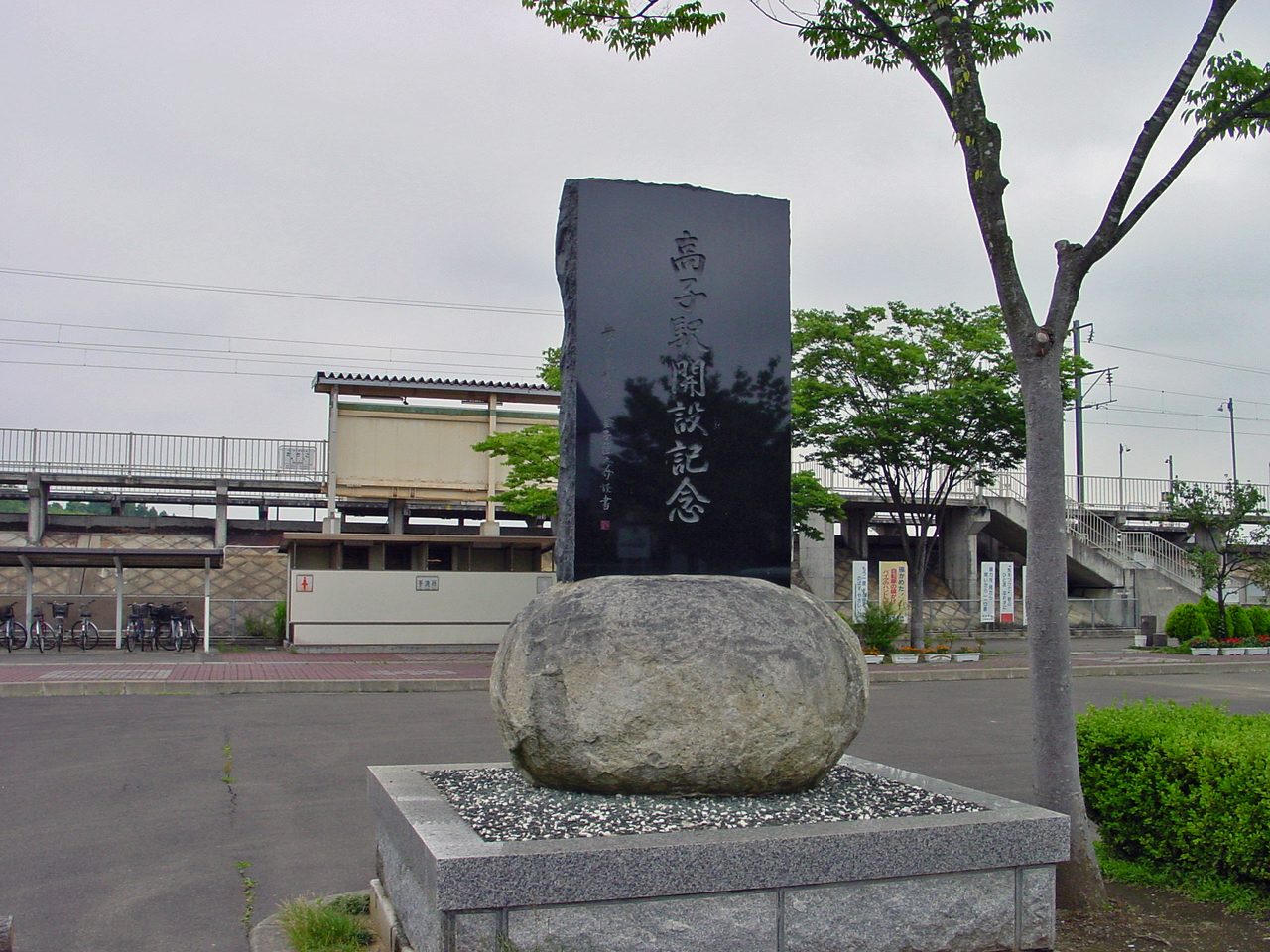
站前設有紀念車站啟用的石碑（2003年7月）

高子站（日语：／ Takako eki */?）是位於福島縣伊達市保原町上保原向台，阿武隈急行的阿武隈急行線車站。
車站的口頭禪是「伊達氏發祥之地」。

## 歷史
- 1988年（昭和63年）7月1日 - 車站啟用。

## 車站構造
此站是地面車站，設有2面2線的相對式月台。
車站下行月台可折返至福島方向（在2005年時間表修正前，此站設有通勤列車從此站出發）。

## 使用狀況
在2016年度的1日平均乘車人次為52人。以下為近年乘車人次變化：
| 乘車人員變化 | 乘車人員變化     |
| 年度         | 1日平均 乘車人次 |
| ------------ | ---------------- |
| 2000         | 96               |
| 2001         | 82               |
| 2002         | 82               |
| 2003         | 79               |
| 2004         | 77               |
| 2005         | 85               |
| 2006         | 66               |
| 2007         | 63               |
| 2008         | 58               |
| 2009         | 60               |
| 2010         | 58               |
| 2011         | 49               |
| 2012         | 55               |
| 2013         | 63               |
| 2014         | 63               |
| 2015         | 63               |
| 2016         | 52               |

## 車站周邊
車站附近為新興住宅區。
- 高子高城（高子團地）
- 福島縣道4號福島保原線（日语：福島県道4号福島保原線）
- 高子二十境（日语：高子二十境）
- 高子沼（日语：高子沼）-「高子二十境」之一
- 八幡神社
- 福島交通「高子團地」巴士站

## 相鄰車站
阿武隈急行
■阿武隈急行線
向瀨上－高子－上保原

## 注腳
1. ↑   (PDF). 伊達市産業部商工観光課: 2.   [2014-07-05]. （原始内容存档 (PDF)于2014-07-14） （日语）. 阿武隈急行が高子駅に近づくと「伊達氏発祥の地、高子」とアナウンスが流れる。
2. ↑  .   [2021-01-18]. （原始内容存档于2018-06-08）.